# Малкин, Борис Залманович
Бори́с За́лманович Ма́лкин (род. 6 июня 1939) — советский и российский физик, профессор кафедры теоретической физики Казанского федерального университета. Специалист в области теории магнитных и оптических свойств конденсированных сред, он является представителем школы Казанского университета по магнитной радиоспектроскопии, основанной С. А. Альтшулером, членом-корреспондентом АН СССР.

## Биография
Борис Малкин родился 6 июня 1939 года в городе Казань в семье известного казанского терапевта, Залмана Израилевича Малкина. В 1956 году окончил школу. В этот же год поступил в Казанский федеральный университет. Научную деятельность Малкина Б. З. начал под руководством Альтшулера С. А.
Кандидатскую диссертацию Борис Малкин защитил в 1965 году. А в 1984 году защитил докторскую. С 1963 года по настоящее время работает на кафедре теоретической физики Казанского университета. На этой кафедре в 1987 году он получил ученое звание профессора. С 2000 по 2005 года был заведующим кафедры.
Его исследования внесли значительный вклад в становление и дальнейшее развитие Казанского университета по магнитной радиоспектроскопии. Среди его многих выдающихся результатов, можно отметить модель обменных зарядов, разработанную им в 70-х годах. Эта модель, позволяющая с единой точки зрения интерпретировать как природу статических кристаллических полей, так и эффекты, обусловленные электрон-фононным взаимодействием в парамагнитных кристаллах, получила широкую известность и с успехом используется многими исследователями во всём мире.

## Научные труды
Б. З. Малкин опубликовал более 150 работ в советских, российских и зарубежных журналах. Его первая статья в Physical Review была напечатана в 1975 году. С конца 90-х и по настоящее время он опубликовал в этом журнале 32 статьи, а также 5 статей в ещё более влиятельном журнале Physical Review Letters. Также у него есть одна статья в журнале группы Nature — Nature Nanotechnology. Борис Залманович является наиболее цитируемым ученым Казанского университета. Также он выступал на многочисленных всероссийских и международных конференциях.

## Награды
- Знак отличия «За наставничество» (2025)[3].
- Государственная премия Республики Татарстан в области науки и техники (2006).
- Медаль Е. Ф. Гросса Оптического общества имени Д. С. Рождественского (2016)[1]
- Медаль С. И. Вавилова Оптического общества имени Д. С. Рождественского (2019)[1]
- Премия имени Д. С. Рождественского (совместно с М. Н. Поповой, за 2019 год) — за цикл работ «Спектроскопия высокого разрешения кристаллов, содержащих редкоземельные ионы»